# TuralTuranX
TuralTuranX est un duo musical azerbaïdjanais composé des frères jumeaux Tural et Turan Bağmanov, nés le 30 octobre 2000. Ils représentent l'Azerbaïdjan au Concours Eurovision de la Chanson 2023 avec leur chanson Tell Me More.

## Histoire
Tural et Turan Bağmanov sont originaires de Zaqatala, dans le nord-ouest de l'Azerbaïdjan. Leur intérêt pour la musique leur vient de l'école, où ils s'entraînaient sur un piano en secret . Leur père leur achète ensuite un synthétiseur d'occasion. Plus tard, ils ont également appris à jouer de la guitare. TuralTuranX sont apparus pour la première fois dans les écoles et lors de quelques événements. Ils arrêtent temporairement la musique après le décès de leur père.
Tural a ensuite déménagé dans la capitale Bakou et a fondé le groupe TheRedJungle avec un ami, avec qui Turan a également joué. Les frères se sont également produits en tant que musiciens de rue.
Le 2 février 2023, il a été annoncé que TuralTuranX faisaient partie des cinq derniers candidats de la sélection interne de l'Azerbaïdjan pour le Concours Eurovision de la chanson 2023 . Le 9 mars, ils sont sélectionnés comme représentants azerbaïdjanais pour le concours Eurovision de la chanson. Ils participent à la première demi-finale le 9 mai avec leur chanson Tell Me More mais ne sont pas qualifiés pour la finale.

## Vie privée
Tural et Turan Bağmanov avaient deux autres frères nommés Emin et Jamal, tous deux décédés dans un accident de la route à Yuxarı Tala en 2015.

## Discographie

### Singles
- 2023 : Tell Me More